# Købelev Sogn
Købelev Sogn 
ist eine ehemalige Kirchspielsgemeinde (dän.: Sogn)
auf der Insel Lolland im südlichen Dänemark.
Bis 1970 gehörte sie zur Harde Lollands Nørre Herred im damaligen Maribo Amt, danach zur Ravnsborg Kommune im Storstrøms Amt, die im Zuge der  Kommunalreform zum 1. Januar 2007 in der Lolland Kommune in der Region Sjælland aufgegangen ist.

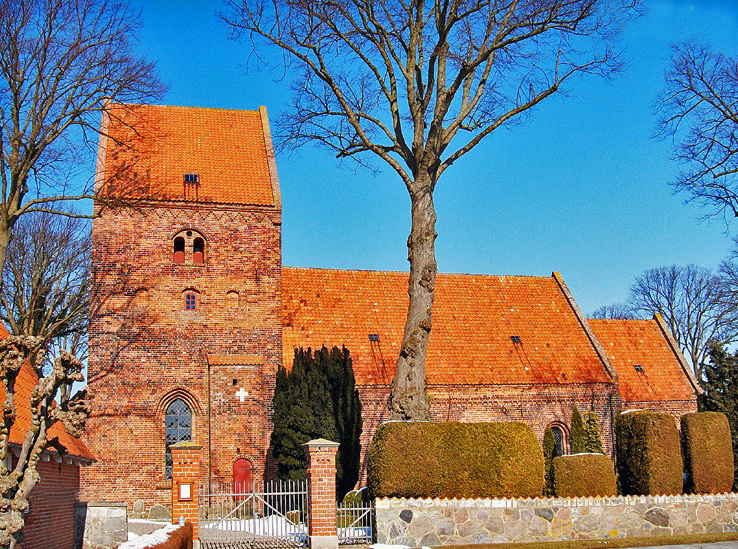
Die Kirche von Købelev

Im Kirchspiel lebten am 1. Oktober 2020 249 Einwohner.
Im Kirchspiel lag die Kirche „Købelev Kirke“.
Nachbargemeinden waren im Südwesten Sandby Sogn, im Südosten Herredskirke Sogn und im Osten Vindeby Sogn. Mit Letzterem wurde Købelev Sogn am 29. November 2020 zum Købelev-Vindeby Sogn zusammengelegt. Diese Zusammenlegung bezieht sich nur auf die kirchlichen Belange. In ihrer Eigenschaft als Matrikelsogne, also als Grundbuchbezirke der Katasterbehörde Geodatastyrelsen, wirken sich seit Abschaffung der Hardenstruktur 1970 solche Änderungen nicht mehr aus.